# Lari (waluta)
Lari – jednostka walutowa Gruzji dzieląca się na 100 tetri. Banknoty lari produkowane były, między innymi, przez Polską Wytwórnię Papierów Wartościowych.

## Monety

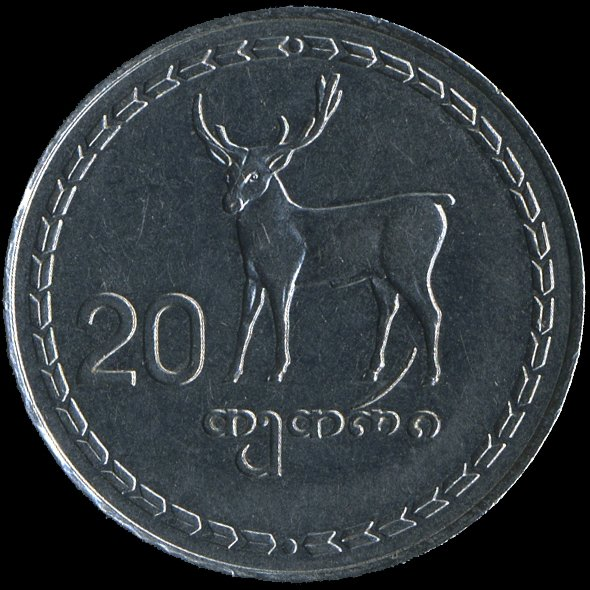
20 tetri – rewers

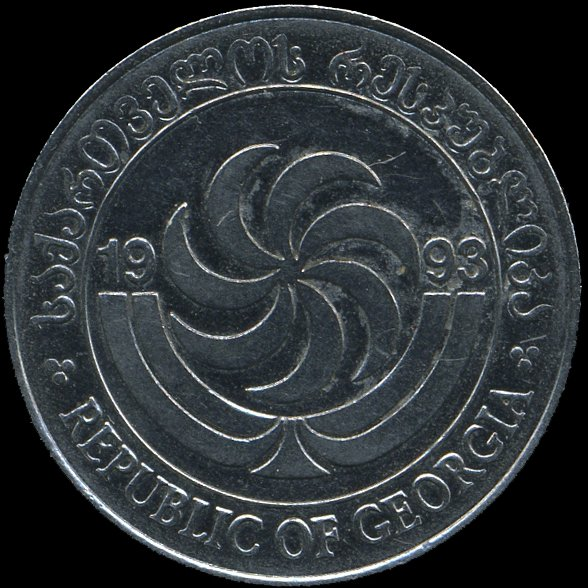
20 tetri – awers

Monety występują w nominałach 1, 2, 5, 10, 20 i 50 tetri oraz 1 i 2 lari.

## Banknoty

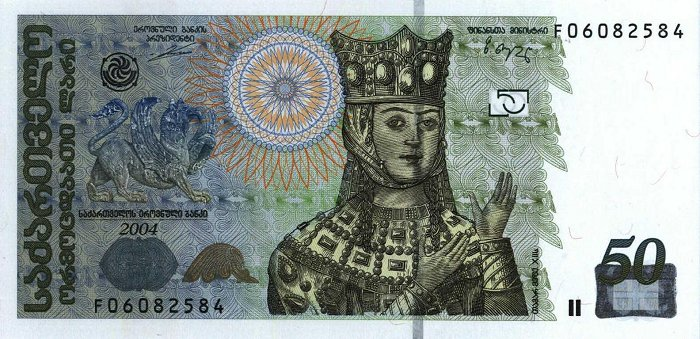
Wygląd 50 lari z 2004

### Seria 2016–2019 (aktualna)
W okresie od listopada 2016 do października 2019  Narodowy Bank Gruzji wyemitował nową serię pięciu banknotów (o nominałach 5, 10, 20, 50 i 100). 
| Nominał | Wizerunek banknotu z przodu | Wizerunek banknotu z tyłu |
| ------- | --------------------------- | ------------------------- |
| 5       |                             |                           |
| 10      |                             |                           |
| 20      |                             |                           |
| 50      |                             |                           |
| 100     |                             |                           |